# Baisieux (Francja)
Baisieux – miejscowość i gmina we Francji, w regionie Hauts-de-France, w departamencie Nord.
Według danych na rok 1990 gminę zamieszkiwało 3555 osób, a gęstość zaludnienia wynosiła 410 osób/km² (wśród 1549 gmin regionu Nord-Pas-de-Calais Baisieux plasuje się na 247. miejscu pod względem liczby ludności, natomiast pod względem powierzchni na miejscu 405.).